# Denguélé
Denguélédistriktet (fransk: district du Denguélé) er et af fjorten administrative distrikter i Elfenbenskysten. Distriktet ligger i det nordvestlige hjørne af landet, og distriktets hovedstad er byen Odienné.

## Oprettelse
Denguélédistriktet blev oprettet reorganiseringen af Elfenbenskystens administrative inddeling i 2011. Distriktets territorium var sammensat af den tidligere region Denguélé.

## Administrativ inddeling
Denguélédistriktet er inddelt i to regioner og  de følgende departmenter:
- Folon region (regionssæde i Minignan)
  - Kaniasso departmentet
  - Minignan departmentet
- Kabadougou region (regionssæde i Odienné)
  - Gbéléban departmentet
  - Madinani departmentet
  - Odienné departmentet
  - Samatiguila departmentet
  - Séguélon departmentet

## Befolkning
Efter  2021 folketællingen har  Denguélédistriktet en befolkning på 436.015, hvilket gør det til det næstmindst befolkede distrikt i landet efter Yamoussoukro autonome distrikt.

## References
1. 1 2  Citypopulation.de Population of the districts of Ivory Coast
2. ↑  Décret n° 2011-263 du 28 septembre 2011 portant organisation du territoire national en Districts et en Régions.
3. ↑  "Districts of Côte d'Ivoire (Ivory Coast)". Statoids.com. Hentet 24. juni 2015.

9°30′N 7°34′V / 9.500°N 7.567°V